# 秦野断層
秦野断層（はだのだんそう）は、神奈川県中部に存在する逆断層。

## 概要
秦野盆地の北部、秦野市中心部の小金沢～ 鈴張町間にあり延長 2.8km の断層。秦野断層の南部には渋沢断層がある。近傍に存在する副次断層の、下宿断層（新称、東田原～ 下宿間、2.3km）、八幡断層（新称、中庭～ 二ツ沢間、1.4km）、戸川断層（新称、横道～ 政ヶ谷戸間、0.7km）、三屋断層（新称、三屋北方周辺、0.6km）と合わせ秦野断層帯として扱われる。

## 評価
国府津-松田断層の活動に付随して活動する可能性が指摘されている。 